# Joaquim Paço d'Arcos
Joaquim Belford Correia da Silva (Paço d'Arcos) (Lisboa, 14 de junho de 1908 — Lisboa, 10 de junho de 1979), conhecido como Joaquim Paço d'Arcos, foi um escritor português.

## Biografia
Neto do primeiro conde de Paço d'Arcos e irmão de Henrique Belford Corrêa da Silva, segundo conde de Paço de Arcos (Lisboa, 2 de setembro de 1906 — Lisboa, 13 de maio de 1993) também escritor.
Nasceu em Lisboa no ano de 1908, seguindo logo em 1912 para Moçamedes, devido à nomeação do pai para governador do distrito. Em 1919 por razão análoga vai para Macau. Já na metrópole emprega-se num banco inglês e dois anos depois acompanha o pai para Moçambique, como seu secretário. Em seguida, após uma estadia no Brasil, entra para a Companhia Nacional de Navegação e em 1936 é nomeado Chefe dos Serviços de Imprensa do Ministério dos Negócios Estrangeiros até 1960.
Romancista, dramaturgo, ensaísta e poeta, premiado diversas vezes, foi muito lido nos anos 40 e 50 do século XX. Também se encontra colaboração da sua autoria na revista Portugal Colonial  (1931-1937) e na Revista Municipal   (1939-1973) publicada pela  Câmara Municipal de Lisboa. Foi autor de A dolorosa razão duma atitude  publicado em 1965.
Uma das suas obras mais conhecidas é o conjunto de seis romances Crónica da Vida Lisboeta sobre a qual Óscar Lopes disse: «Quando se quiser ver a nossa época [anos 40 - 60] num cosmorama literário, tal como hoje vemos a época da Regeneração através de Camilo, Júlio Dinis ou Eça de Queirós, será preciso recorrer a estes romances de Paço d'Arcos quanto a determinados setores portugueses.». 
Na poesia, a sua obra encontra-se em Poemas Imperfeitos, de 1952.
A 21 de janeiro de 1964, foi agraciado com o grau de Comendador da Ordem do Infante D. Henrique.

## Algumas obras

### Romances
- Herói Derradeiro, 1933
- Diário dum Emigrante, 1936
- Crónica da Vida Lisboeta

Ana Paula: perfil duma lisboeta, 1938
Prémio Ricardo Malheiros (recusado pelo autor)
Ansiedade, 1940
O Caminho da Culpa, 1944
Tons Verdes em Fundo Escuro, 1946
Espelho de Três Faces, 1950
A Corça Prisioneira, 1956
- Memórias duma Nota de Banco, 1962
- Cela 27, 1965

### Contos e novelas
- Amores e Viagens de Pedro Manuel, 1935

Prémio Eça de Queirós
- Neve sobre o Mar, 1942

Prémio Fialho de Almeida
- O Navio dos Mortos e Outras Novelas, 1952
- Carnaval e Outros Contos, 1958
- Novelas pouco Exemplares, 1967

### Poesia
- Poemas Imperfeitos, 1952

### Teatro
- O Cúmplice: Peça em três atos, 1940
- O Ausente: Peça em três atos, 1944

Prémio Gil Vicente
- Paulina Vestida de Azul: Peça em três atos, 1948
- O Braço da Justiça: Peça em nove quadros, 1964

Prémio da Casa da Imprensa: «O melhor dramaturgo»
- Antepassados, Vendem-se: Peça em treze quadros, 1970

### Conferências e ensaios
- Patologia da Dignidade, 1928
- A Floresta de Cimento (Claridade e Sombras dos Estados Unidos), 1953
- Carlos Malheiro Dias, Escritor Luso-Brasileiro, 1961
- Algumas Palavras sobre a Missão do Escritor, 1961
- A Dolorosa Razão duma Atitude, 1965

### Memórias
- Pedras à beira da estrada, 1962
- Memórias da Minha Vida e do Meu Tempo: 3 vols., 1973, 1976 e 1979
- Memórias duma Nota de Banco: 1998
- Correspondência e Textos Dispersos: 1942-1979. Seleção, organização e notas: João Filipe Paço d'Arcos; Maria do Carmo Paço d'Arcos. Lisboa, Dom Quixote, 2008. ISBN 978-972-20-3631-3